# 塞瓦尼科
塞瓦尼科，是西班牙卡斯蒂利亚-莱昂莱昂省的一个市镇。总面积90平方公里，2001年普查人口總數為232人，人口密度為每平方公里3人。